# Кфар-Шмуэль
Кфар-Шмуэль — мошав в центральной части Израиля. Находится в Шефеле, около 6 километров к югу от Рамлы, в районе Гезерского регионального совета. Основан 24 января 1950 года румынскими иммигрантами. Шоссе 1 проходит к востоку от мошава, а через сам мошав проходит один из притоков Аялона. Мошав назван в честь раввина Стивена Самуэля Мудрого. Народный дом в мошаве назван в честь Мориса Леви, который поддерживал создание мошава.
В мошаве есть молодёжный клуб, «Маккаби Цаир», общественный центр, продуктовый магазин, баскетбольная площадка, теннисный корт, два сада и детская площадка. Также содержит несколько коровников и плантаций.

## Население
По данным Центрального статистического бюро Израиля, население на начало 2020 года составляло 956 человек.
Народный дом (разработанный архитектором Абба Эльханани) в центре мошава был до недавнего времени заброшен, однако был отремонтирован в 2015 году.